# Danh sách nhà lãnh đạo nhà nước vào thế kỷ 20 trước Công nguyên
Đây là danh sách các nhà lãnh đạo nhà nước trong thế kỷ 20 trước Công nguyên (năm 2000–1901 trước Công nguyên).

## Châu Phi: Đông Bắc
Kush
- Vương quốc Kush
  - Kaa, vua (khoảng 1900 TCN)

Ai Cập: Trung Vương quốc
- Vương triều thứ 11 của Trung Vương quốc -
  - Mentuhotep III, Vua (2010–1998 TCN)
  - Mentuhotep IV, Vua (1998–1991 TCN)
- Nubia của Trung Vương quốc –

- Segerseni, Vua (đầu thế kỷ 20 trước Công nguyên)
- Qakare Ini, Vua (đầu thế kỷ 20 trước Công nguyên)
- Iyibkhentre, Vua (đầu thế kỷ 20 trước Công nguyên)

- Vương triều thứ mười hai của Trung Vương quốc –

- Amenemhat I, Vua(1991–1962 TCN)
- Senusret I, Vua(1971–1926 TCN)
- Amenemhat II, Vua(1914–1879/6 TCN, 1878–1843 TCN, hoặc 1877/6–1843/2 TCN)

## Châu Á

### Châu Á: Đông
Trung Quốc
| Kiểu    | Tên         | Danh hiệu | Vương triều      | Từ       | Đến      | Chú thích |
| ------- | ----------- | --------- | ---------------- | -------- | -------- | --------- |
| Tối cao | Thiếu Khang | Vua       | Triều đại nhà Hạ | 2007 TCN | 1985 TCN |           |
| Tối cao | Hạ Trữ      | Vua       | Triều đại nhà Hạ | 1985 TCN | 1968 TCN |           |
| Tối cao | Hạ Hòe      | Vua       | Triều đại nhà Hạ | 1968 TCN | 1924 TCN |           |
| Tối cao | Hạ Mang     | Vua       | Triều đại nhà Hạ | 1924 TCN | 1906 TCN |           |
| Tối cao | Hạ Tiết     | Vua       | Triều đại nhà Hạ | 1906 TCN | 1890 TCN |           |

### Châu Á: Đông Nam
Việt Nam
- Vương triều Hồng Bàng (danh sách đầy đủ)

- Dòng Chấn, (Khoảng 2252–1913 TCN)
- Dòng Tốn, (Khoảng1912–1713 TCN)

### Châu Á: Tây
- Assyria
  - Những vị vua không được biết đến qua ghi chép

| Kiểu    | Tên           | Danh hiệu | Vương triều | Từ                                                               | Đến                                                              | Chú thích |
| ------- | ------------- | --------- | ----------- | ---------------------------------------------------------------- | ---------------------------------------------------------------- | --------- |
| Tối cao | Akiya         | Vua       | —           | Thế kỷ 21 trước Công nguyên hay đầu thế kỷ 20 trước Công nguyên? | Thế kỷ 21 trước Công nguyên hay đầu thế kỷ 20 trước Công nguyên? |           |
| Tối cao | Puzur-Ashur I | Vua       | —           | Nửa đầu thế kỷ 20 trước Công nguyên                              | Nửa đầu thế kỷ 20 trước Công nguyên                              |           |
| Tối cao | Shalim-ahum   | Vua       | —           | ?                                                                | Nửa đầu thế kỷ 20 trước Công nguyên                              |           |
| Tối cao | Ilu-shuma     | Vua       | —           | khoảng năm 1945 trước Công nguyên?                               | 1906 trước công nguyên                                           |           |

- Thời kỳ cũ

| Kiểu    | Tên       | Danh hiệu | Vương triều | Từ                                 | Đến          | Chú thích |
| ------- | --------- | --------- | ----------- | ---------------------------------- | ------------ | --------- |
| Tối cao | Sargon I  | Vua       | —           | 1920 TCN                           | năm 1881 TCN |           |
| Tối cao | Erishum I | Vua       | —           | Khoảng năm 1905 trước Công nguyên? | năm1867 TCN  |           |

- Elam

| Kiểu    | Tên                     | Danh hiệu                                                                         | Vương triều          | Từ                                | Đến                            | Chú thích |
| ------- | ----------------------- | --------------------------------------------------------------------------------- | -------------------- | --------------------------------- | ------------------------------ | --------- |
| Tối cao | Indattu-Inshushinak II  | Vua của Simashki                                                                  | Vương triều Simashki | Khoảng năm 1980 trước Công nguyên | ?                              |           |
| Tối cao | Tan-Ruhuratir I         | Vua của Simashki                                                                  | Vương triều Simashki | Khoảng năm 1965 trước Công nguyên | ?                              |           |
| Tối cao | Indattu-Inshushinak III | Vua của Simashki                                                                  | Vương triều Simashki | ?                                 | ?                              |           |
| Tối cao | Indattu-Napir           | Vua của Simashki                                                                  | Vương triều Simashki | ?                                 | ?                              |           |
| Tối cao | Indattu-Temti           | Vua của Simashki                                                                  | Vương triều Simashki | ?                                 | Năm 1928 trước công nguyên?    |           |
| Tối cao | Eparti II               | Vua của Anshan và Susa và Sukkalmah                                               | Triều đại Epartid    | Khoảng năm 1973 trước Công nguyên | ?                              |           |
| Tối cao | Shilhaha                | Vua của Anshan và Susa và Sukkalmah                                               | Triều đại Epartid    | ?                                 | ?                              |           |
| Tối cao | Kuk-Nashur I            | Sukkalmah                                                                         | Triều đại Epartid    | ?                                 | ?                              |           |
| Tối cao | Atta-hushu              | Sukkal và Ippir của Susa, Shepherd của người dân Susa và Shepherd của Inshushinak | Triều đại Epartid    | Năm 1928 trước công nguyên?       | Sau năm 1894 trước Công nguyên |           |